# Marzenin (województwo lubuskie)
Marzenin (niem. Marienthal) – wieś w Polsce położona w województwie lubuskim, w powiecie strzelecko-drezdeneckim, w gminie Drezdenko.

## Historia
Wieś o rozproszonej zabudowie założona została przez kolonistów w 1765. Kolonistami byli polscy katolicy w liczbie 25 rodzin.
W latach 1975–1998 miejscowość administracyjnie należała do województwa gorzowskiego.